# Lluís Homar i Toboso
Lluís Homar i Toboso (Barcelona, 20 d'abril de 1957) és un actor i director teatral català.

## Biografia
Va néixer el 20 d'abril de 1957 a la ciutat de Barcelona. Va estudiar la primària a l'escola de la seva família "Escuelas Homar" del barri d'Horta. Va ser escolanet de la parròquia de Sant Joan d'Horta.
Va estudiar Dret a la Universitat de Barcelona, carrera que abandonà per estudiar teatre a l'Institut del Teatre, on va participar en el muntatge de l'obra Otel·lo, sota la direcció d'Àngel Carmona. El 1975 va ingressar al grup de Teatro Escorpio, i participà en dues posades en escena: Terra Baixa, dirigida per Josep Montanyès i Quiriquibú, dirigida per Fabià Puigserver i Guillem-Jordi Graells.

## Teatre
Ha participat en nombrosos espectacles teatrals, especialment al Teatre Lliure de Barcelona, del qual va ser cofundador el 1976, i director artístic entre el 1992 i el 1998. Destaquen, per citar només algunes de les seves obres, les interpretacions a Hamlet, on realitzà tasques d'actor, director i coproductor, Les tres germanes, d'Anton Txékhov, Jordi Dandin i El misàntrop, de Molière, L'hèroe, de Santiago Rusiñol, Taurons, Dom Joan i Els gegants de la muntanya, de Luigi Pirandello.
L'any 2006 fou guardonat, per la Generalitat de Catalunya, amb el Premi Nacional de Teatre per la seva interpretació del monòleg L'home de teatre de Thomas Bernhard dirigit per Xavier Albertí i estrenat al Teatre Lliure de Barcelona.
El 2012 torna, després de 12 anys, a dirigir teatre con l'obra Luces de bohemia, de Ramón María del Valle-Inclán. Aquest mateix any, al Festival de Mérida, participa en el muntatge d'Hélade, junt amb Concha Velasco, Josep María Pou i Maribel Verdú. Dos anys més tard, el 2014, encapçala, juntament amb Pou, el cartell de Tierra de nadie, de Harold Pinter. Continua dos anys més tard amb Las brujas de Salem (2016/2017), Terra Baixa d'Angel Guimerà (2018), El príncipe Constante (2021), i Antoni i Cleòpatra (2021/2022).
El març de 2019 va ser nomenat director de la Companyia Nacional de Teatre Clàssic, i es va incorporar al càrrec l'1 de setembre de 2019.

### Obres
| - 1974: Otelo, de William Shakespeare i direcció d'Ángel Carmona - 1975: Terra baixa, d'Àngel Guimerà i direcció de Josep Montanyès - 1975: Quiriquibú, direcció de Fabià Puigserver i Guillem-Jordi Graells - 1976-1977: Camí de nit, 1854, escrita i dirigida per Lluís Pasqual i Sánchez - 1977: Ascensió i caiguda de la ciutat de Mahagonny, de Bertolt Brecht i Kurt Weill i direcció de Fabià Puigserver - 1977: La cacatúa verda, d'Arthur Schnitzler i direcció de Pere Planella - 1977: Leonci i Lena, de George Büchner i direcció de Lluís Pasqual i Sánchez - 1977-1978: Titus Andrònic, de William Shakespeare i direcció de Fabià Puigserver - 1978: Hedda Gabler, de Henrik Ibsen i direcció de Pere Planella - 1978: Amb vidres a la sang, de Miquel Martí i Pol i direcció de Lluís Pasqual i Sánchez - 1978: La vida del Rei Eduard II d'Anglaterra, de Christopher Marlowe i Bertolt Brecht i direcció de Lluís Pasqual i Sánchez - 1979: La bella Helena, de Jean Offenbach i Peter Hacks i direcció de Pere Planella - 1979: Les tres germanes, d'Anton Txékhov i direcció de Lluís Pasqual i Sánchez - 1980: El balcó, de Jean Genet i direcció de Lluís Pasqual i Sánchez - 1980: Jordi Dandin, de Molière i direcció de Fabià Puigserver - 1981: Operació Ubú, del Teatre Lliure i direcció d'Albert Boadella - 1981: Leonci i Lena, de George Büchner i direcció de Lluís Pasqual i Sánchez - 1982: Primera història d'Esther, de Salvador Espriu i direcció de Lluís Pasqual i Sánchez - 1982: Fulgor i mort de Joaquín Murieta, de Pablo Neruda i direcció de Fabià Puigserver - 1982: El misàntrop, de Molière i direcció de Fabià Puigserver - 1983: Advertència per a embarcacions petites, de Tennessee Williams i direcció de Carlos Gandolfo - 1983: L'hèroe, de Santiago Rusiñol i direcció de Fabià Puigserver - 1983: Al vostre gust, de William Shakespeare i direcció de Lluís Pasqual i Sánchez - 1984: La flauta màgica, de Wolfgang Amadeus Mozart i Emanuel Schikaneder i direcció de Fabià Puigserver - 1984: Els fills del sol, de Maksim Gorki i direcció de Carme Portaceli - 1985: Un dels últims vespres de carnaval, de Carlo Goldoni i direcció de Lluís Pasqual i Sánchez - 1985-1986: La senyoreta Júlia, d'August Strindberg i direcció de Fabià Puigserver - 1986: Fulgor i mort de Joaquín Murieta, de Pablo Neruda i direcció de Fabià Puigserver - 1987: Lorenzaccio, d'Alfred de Musset i direcció de Lluís Pasqual i Sánchez - 1988: La bona persona del Sezuan, de Bertolt Brecht i direcció de Fabià Puigscerver - 1989: Les noces de Fígaro, de Beaumarchais i direcció de Fabià Puigserver - 1989-1990: El viatge (o els cadàvers exquisits), de Manuel Vázquez Montalbán i direcció d'Ariel García Valdés - 1989: Paraula de poeta: Francesc Parcerisas, de Francesc Parcerisas i direcció de Pere Planella - 1990: Terra baixa, d'Àngel Guimerà i direcció de Fabià Puigserver - 1990: Els gegants de la muntanya, de Luigi Pirandello i direcció de Xicu Masó - 1990: Capvespre al jardí, de Ramon Gomis i direcció de Lluís Pasqual i Sánchez - 1991: Un dels últims vespres de carnaval, de Carlo Goldoni i direcció de Lluís Pasqual i Sánchez - 1991: Timon d'Atenes, de William Shakespeare i direcció d'Ariel García Valdés - 1991: El cántaro roto, de Heinrich von Kleist i direcció de Pedro Mari Sánchez - 1991: Dirigí Bastià i Bastiana, de Wolfgang Amadeus Mozart - 1991: Dirigí Història del soldat, d'Ígor Stravinski i Charles Ferdinand Ramuz - 1992: Tirano Banderas, de Ramón María del Valle-Inclán i direcció de Lluís Pasqual i Sánchez - 1992: Les noces de Fígaro, de Beaumarchais i direcció de Fabià Puigserver - 1993-1994: Quartet, de Heiner Müller i direcció d'Ariel García Valdés - 1993: Some Enchanted Evening, d'Irving Berlin, Leonard Bernstein, George Gershwin, Cole Porter i Stephen Sondheim i direcció de Josep Pons - 1994: Dirigí El barret de cascavells, de Luigi Pirandello - 1994: Dirigí Las bodas de Fígaro, de Beaumarchais | - 1995: Dirigí Els bandits, de Friedrich von Schiller - 1996: Diàleg en re major, de Javier Tomeo i direcció d'Ariel García Valdés - 1996: Lear o el somni d'una actriu i direcció d'Ariel García Valdés - 1996: Dirigí Pepita Jiménez, d'Isaac Albéniz - 1996: Testamento, de Josep Maria Benet i Jornet i direcció de Gerardo Vera (veu) - 1996: Dirigí El temps i l'habitació, de Botho Strauss - 1997: Company, de Stephen Sondheim i George Furth i direcció de Calixto Bieito - 1997: Dirigí Zowie, de Sergi Pompermayer - 1998: Quartet, de Heiner Müller i direcció d'Ariel García Valdés - 1998: El senyor Puntila y su criado Mati, de Bertolt Brecht i direcció de Rosario Ruiz Rodgers - 1999: Els gegants de la muntanya, de Luigi Pirandello i direcció de Georges Lavaudant - 1999-2000: Dirigí Hamlet, de William Shakespeare - 2000: Taurons, de David Mamet i direcció de Ferran Madico - 2000: Solness, el constructor, de Henrik Ibsen i direcció de Carme Portaceli - 2001: Don Juan o El festí de pedra, de Molière i direcció d'Ariel García Valdés - 2001: L'adéu de Lucrècia Borja, de Joan Francesc Mira i direcció de Carles Santos - 2002: Et diré sempre la veritat, de Lluís Homar, Lluïsa Cunillé i Xavier Albertí i direcció de Xavier Albertí - 2002: Coriolà, de William Shakespeare i direcció de Georges Lavaudant - 2002: Fedra, de Jean Racine i direcció de Joan Ollé - 2003: Lear, d'Edward Bond i direcció de Carme Portaceli - 2003: L'escola de les dones, de Molière i direcció de Carles Alfaro - 2004: Recordant Miquel Martí i Pol, de Miquel Martí i Pol i direcció de Joan Lluís Bozzo - 2005: Marie i Bruce, de Wallace Shawn i direcció de Carlota Subirós - 2005: Tres germanes o tot allò que és meu ho duc amb mi, d'Anton Txékhov i direcció d'Helena Munné (veu) - 2005: L'home de teatre, de Thomas Bernhard i direcció de Xavier Albertí - 2005: Nel mezzo del cammin di nostra vida, de Dante Alighieri i direcció de Carlota Subirós - 2006: La nit just abans els boscos, de Bernard-Marie Koltès i direcció d'Àlex Rigola - 2006: Parlant prevenim l'abús, direcció de Lídia Pujol - 2007: Play Strindberg, de Friedrich Dürrenmatt i direcció de Georges Lavaudant - 2007: Un roure, de Tim Crouch i direcció de Roser Batalla - 2007-2008: Blanco, d'Octavio Paz i direcció de Frederic Amat - 2009: Kavafis, de Konstandinos Petru Kavafis i direcció de Polydoros Vogiatzis - 2009: Poètiques de resistència, somnis de llibertat i direcció de Xavier Albertí - 2012: Luces de Bohemia de Ramón María del Valle-Inclán com a director. - 2013: Adreça desconeguda de Kathrine Kressmann Taylor, direcció de Lluís Homar. - 2014: Tierra de nadie de Harold Pinter amb direcció de Xavier Albertí. - 2014: Terra baixa, d'Àngel Guimerà direcció de Pau Miró - 2015: L'art de la comèdia, d'Eduardo De Filippo i també com a director, al TNC - 2016: El professor Bernhardi, d'Arthur Schnitzler amb direcció de Xavier Albertí - 2016: Les bruixes de Salem (inauguració GREC2016), d'Arthur Miller amb direcció d'Andrés Lima - 2017: dirigí Les noces de Fígaro al Teatre Lliure - 2017: Ricard III, de William Shakespeare amb direcció de Xavier Albertí - 2017-2018: Cyrano d'Edmond Rostand amb direcció de Pau Miró |

## Filmografia
| - 1981: La plaça del Diamant, de Francesc Betriu i Cabeceran - 1989: Si te dicen que caí, de Vicente Aranda - 1989: El niño de la luna, d'Agustín Villaronga - 1991: L'home de neó, d'Albert Abril - 1992: Después del sueño, de Mario Camus - 1993: El pájaro de la felicidad, de Pilar Miró - 1995: Mécaniques célestes, de Fina Torres - 1995: El perquè de tot plegat, de Ventura Pons - 1996: La Celestina, de Gerardo Vera - 1996: Adosados, de Mario Camus - 1999: La ciutat dels prodigis, de Mario Camus - 2000: Morir (o no), de Ventura Pons - 2002: Nines russes, de Pau Freixas - 2003: Valentín, de Juan Luis Iborra - 2004: Cambra obscura (Cámara Oscura) de Pau Freixas - 2004: La mala educación, de Pedro Almodóvar - 2005: Morir a San Hilario, de Laura Mañà - 2005: Obaba, de Montxo Armendáriz - 2005: Reinas, de Manuel Gómez Pereira - 2005: Papallona negra (Mariposa negra) de Francisco José Lombardi. - 2006: Los Borgia, d'Antonio Hernández - 2007: L'habitació de Fermat, de Luis Piedrahita i Rodrigo Sopeña - 2007: Bosque de sombras, de Koldo Serra - 2007: Caótica Ana, de Julio Medem - 2007: El millor de mi, de Roser Aguilar - 2008: Covards, de José Corbacho i Juan Cruz - 2008: Un château en Espagne, de Isabelle Doval - 2009: Los abrazos rotos, de Pedro Almodóvar - 2010: Pájaros de papel, d'Emilio Aragón - 2010: Herois, de Pau Freixas - 2010: Els ulls de la Júlia, de Guillem Morales - 2011: "No tengas miedo" de Montxo Armedariz - 2011: "Eva" de Kike Maíllo - 2012: "The Pelayos" de Eduard Cortes - 2014: "Flow" de David Martinez - 2014: "La fossa" de Pere Vila i Barceló - 2014: "El club de los incomprendidos" de Carlos Sedes - 2015: "La meva familia italiana" de Cristina Comencini - 2016: "Anomalous" de Hugo Stuven - 2016: "Al costat de casa d'Eduard Cortés - 2017: "Proyecto tiempo" de Isabel Coixet - 2019: "Elisa y Marcela" de Isabel Coixet | - 1996: Estació d'enllaç (un episodi) - 2002: Hospital Central (un episodi) - 2002: Majoria absoluta, de Joaquim Oristrell (1 episodi) - 2005: Motivos personales - 2005: Àngels i Sants (TV3) - 2007: Aída (1 episodi) - 2007: Gominolas - 2008 – 2009: Herederos - 2009: 23F, el dia més difícil del rei (minisèrie) - 2010: Ull per ull, minisèrie de Mar Targarona (TVC) - 2010: Ermessenda, minisèrie de Lluís Maria Güell - 2010-2012: Hispania, la leyenda, de Ramon Campos - 2011: No tengas miedo, de Montxo Armendáriz - 2011: EVA, de Kike Maíllo - 2012: The Pelayos, d'Eduard Cortés - 2012: Imperium, de Ramon Campos - 2013: Polseres vermelles, de Pau Freixes - 2013: Gran Hotel, de Carlos Sedes - 2014: 1714. El preu de la llibertat (minisèrie) - 2014-2016: "Bajo sospecha" de Ramon Campos i Gema R Neira - 2015: Teatral, de Judith Collell i Roman Parrado |

## Guardons[calcitació]

### Premis
- 2003: Premi Butaca al millor actor català de cinema per Valentín
- 2009: Premi Sant Jordi de Cinematografia
- 2010: Fotogramas de Plata al millor actor de cinema per Los abrazos rotos
- 2012: Gaudí al millor actor secundari per EVA
- 2012: Goya al millor actor secundari per EVA

### Nominacions
- Premi Butaca al millor actor català de cinema:
  - 2004: La mala educación
  - 2005: Morir a San Hilario
  - 2007: Los Borgia
- 2006: Premi Max al millor actor protagonista per L'home de teatre
- 2011: Premi Gaudí a la millor interpretació masculina secundària per Herois[14]

## Obra escrita
- Ara comença tot, coescrit amb Jordi Portals (Barcelona: Ara Llibres, 2017, ISBN 9788416915217)[15]